# Banys Romans de Bath

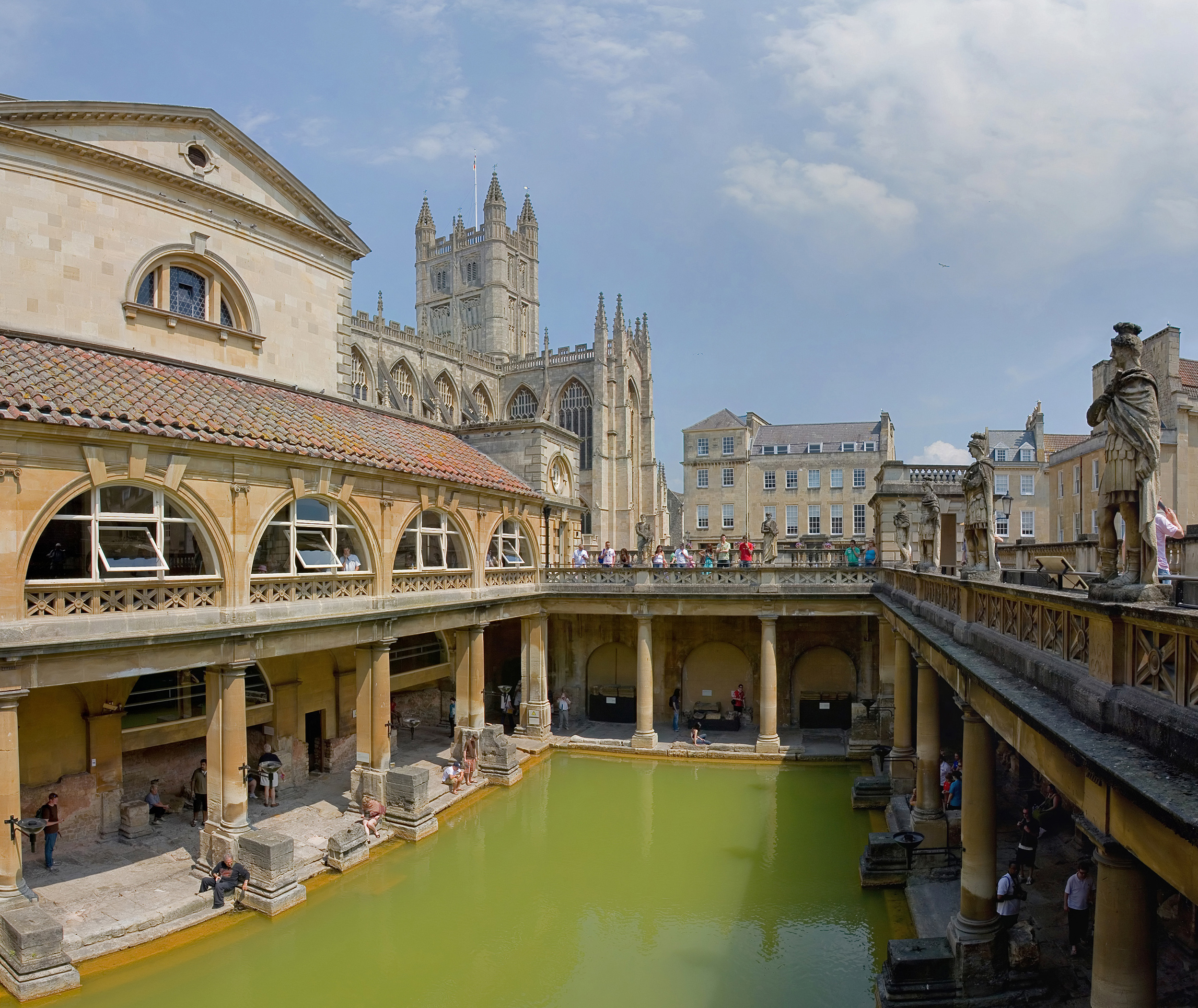
El Great Bath: l'estructura per sobre del nivell dels pilars que fan de base és una reconstrucció elaborada més tard

Els Banys Romans (en anglès Roman Baths) són un edifici d'interès històric situat a la ciutat anglesa de Bath. Es tracta d'un complex de banys públics romans molt ben conservats i d'un gran interès turístic. Els edificis, la part alta dels quals data del segle xviii, són considerats listed buildings de grau I (sistema de classificació dels edificis d'especial interès arquitectònic, històric i cultural al Regne Unit).

## Història
Els celtes van construir el primer recinte sagrat a la ciutat de les aigües termals i el van dedicar a la deessa Sulis, que els romans van identificar amb la deessa Minerva. Tot i que el nom de Sulis es va continuar utilitzant després de la invasió romana, va acabar derivant en el topònim Aquae Sulis (literalment, 'Aigües de Sulis'). Des del segle i, durant l'ocupació romana a la Gran Bretanya, es van anar construir temples i balnearis enormes a Bath, que es van utilitzar durant quatre segles. Després de l'ocupació romana, durant la primera dècada del segle v, aquests edificis es van abandonar i a vegades van desaparèixer, ja que van ser enderrocats. Les seves aigües termals, reputades com a medicinals, es van utilitzar durant tota l'edat mitjana i van adquirir notorietat al segle xviii quan dos arquitectes, John Wood pare i fill, van reconstruir-ne els edificis. L'expansió victoriana dels banys públics va seguir respectuosament la tradició neopal·ladiana establerta pels Woods, com es pot veure a les imatges annexes. El complex romà, recuperat a finals del segle xix i novament obert al públic el 1897, a part de ser una gran troballa arqueològica, ha esdevingut una de les atraccions turístiques més importants de la ciutat.
L'aigua que flueix dels Banys Romans no es considera higiènicament adequada per prendre un bany, en part a causa del sistema de canonades de plom instal·lat en el passat i encara en funcionament, però sobretot també a causa de l'encefalitis Arxivat 2011-09-27 a Wayback Machine. que s'ha trobat a l'aigua. El nou Balneari Termal de Bath, construït al costat i dissenyat per l'estudi de Nicholas Grimshaw, permet als banyistes d'avui dia experimentar les aigües en les diferents perforacions que s'han realitzat recentment.